# 毛利敏元
毛利 敏元（もうり としもと、1947年4月8日 - ）は、福岡県出身のプロゴルファー。

## 来歴
福岡県立大里高等学校出身。
20歳からゴルフを始め、1978年にプロ入りする。
1981年の日本国土計画サマーズでは2日目を中村通・内田繁と並んでの4位タイ、3日目には3位に着け、倉本昌弘・湯原信光と同組の最終日には山本善隆と並んでの6位タイに入った。
1986年の日本オープンを最後にレギュラーツアーから引退。